# Trilogia del ponte
La trilogia del Ponte è una serie di romanzi di fantascienza cyberpunk composta da tre libri pubblicati tra il 1993 e il 1999 da William Gibson: Luce virtuale (1993), Aidoru (1997) e American Acropolis (1999). Precedente ai tre romanzi è il racconto breve La stanza di Skinner (Skinner's Room) pubblicato per la prima volta nel catalogo della mostra Visionary San Francisco organizzata nell'agosto del 1990 al San Francisco Museum of Modern Art e ambientato nello stesso contesto narrativo delle altre opere della trilogia.

## Romanzi
- Luce virtuale (Virtual Light, 1993), Milano, Mondadori, 1994
- Aidoru (Idoru, 1996), Milano, Mondadori
- American Acropolis (All Tomorrow's Parties, 1999), Milano, Mondadori, 2000